# Потери самолётов США над Северным Вьетнамом (май—июнь 1966)
В данном списке перечислены американские самолёты, потерянные при выполнении боевых заданий над Северным Вьетнамом в ходе Вьетнамской войны в период с мая по июнь 1966 года. Приведены только потери, удовлетворяющие следующим условиям:
- потеря является безвозвратной, то есть самолёт уничтожен или списан из-за полученных повреждений;
- потеря понесена по боевым или небоевым причинам в регионе Юго-Восточной Азии (включая Северный Вьетнам, Южный Вьетнам, Лаос, Камбоджу, Таиланд, Японию, Китай) и связана с боевыми операциями против Северного Вьетнама (Демократической Республики Вьетнам);
- потерянный самолёт состоял на вооружении Военно-воздушных сил, Военно-морских сил, Корпуса морской пехоты или Армии Соединённых Штатов Америки;
- потеря произошла в период между 1 мая и 30 июня 1966 года.

Список составлен на основе открытых источников. Приведённая в нём информация может быть неполной или неточной, а также может не соответствовать официальным данным министерств обороны США и СРВ. Тем не менее, в нём перечислены почти все самолёты, члены экипажей которых погибли или попали в плен. Неполнота связана в основном с теми самолётами, члены экипажей которых были эвакуированы поисково-спасательными службами США, а также с самолётами, потерянными вне пределов Северного Вьетнама (в этом случае не всегда возможно определить, была ли потеря связана с операциями именно против этой страны).
Список не затрагивает потери американской авиации, понесённые в операциях против целей на территории Южного Вьетнама, Лаоса и Камбоджи. Список составлялся без использования данных монографии Кристофера Хобсона «Vietnam Air Losses».

## Краткая характеристика периода
В мае—июне 1966 года американская авиация продолжала бомбардировки Северного Вьетнама в рамках операции Rolling Thunder. Возросшая угроза со стороны зенитно-ракетных комплексов привела к усилению мер по борьбе с ними: на театре военных действий впервые была применена противорадиолокационная ракета AGM-45 «Шрайк», а использовавшиеся в роли «диких ласок» F-100F заменены более подходящими для этой задачи F-105F. 29 июня американская авиация впервые нанесла удары по крупным нефтехранилищам ДРВ в районе Ханоя и Хайфона, причём это был первый случай атаки самолётов США на цели в пригороде Ханоя. ВВС Северного Вьетнама продолжали действовать, пользуясь тем, что авиации США было запрещено наносить удары по вьетнамским аэродромам. Однако низкий уровень подготовки пилотов и недостаточное число самолётов в этот период не позволяли вести боевые действия в воздухе достаточно эффективно.

## Потери
- 2 мая 1966 — A-4E «Скайхок» (номер 151034, 55-я штурмовая эскадрилья ВМС США). Потерян при невыясненных обстоятельствах у побережья в районе Винь; по вьетнамским данным, сбит истребителем МиГ-17. Пилот погиб при катапультировании или приводнении.
- 5 мая 1966 — F-105D «Тандерчиф» (сер. номер 61-0147, 469-я тактическая истребительная эскадрилья ВВС США). Сбит зенитным огнём над провинцией Ха-Бак. Пилот погиб.
- 5 мая 1966 — RF-8A «Крусейдер» (63-я эскадрилья фоторазведки ВМС США). Сбит северо-западнее Винь. Пилот попал в плен.
- 6 мая 1966 — F-105D «Тандерчиф» (сер. номер 61-0179, 421-я тактическая истребительная эскадрилья ВВС США). Сбит зенитным огнём в районе Йен-Бай. Пилот попал в плен.
- 8 мая 1966 — F-105D «Тандерчиф» (сер. номер 62-4236, 469-я тактическая истребительная эскадрилья ВВС США). Сбит зенитным огнём в районе Као-Нунг. Пилот попал в плен.
- 10 мая 1966 — F-105D «Тандерчиф» (сер. номер 62-4255, 469-я тактическая истребительная эскадрилья ВВС США). Сбит зенитным огнём над провинцией Куанг-Бинь. Пилот погиб.
- 10 мая 1966 — F-105D «Тандерчиф» (сер. номер 61-0135, 333-я тактическая истребительная эскадрилья ВВС США). Сбит зенитным огнём западнее Йен-Бай. Пилот спасён.
- 11 мая 1966 — F-105D «Тандерчиф» (сер. номер 62-4293, 333-я тактическая истребительная эскадрилья ВВС США). Сбит между Донгхой и Куанг-Бинь, упал в Тонкинский залив. Пилот погиб.
- 13—14 мая 1966 (ночь) — F-4C «Фантом» II (сер. номер 64-0760, 433-я тактическая истребительная эскадрилья ВВС США). Потерян в ночном вылете в районе Донгхой, возможно, сбит ЗРК. Оба члена экипажа погибли.
- 15 мая 1966 — F-105D «Тандерчиф» (сер. номер 61-0174, 421-я тактическая истребительная эскадрилья ВВС США). Сбит зенитным огнём над провинцией Куанг-Бинь, предположительно упал в Лаосе. Пилот поначалу числился попавшим в плен, потом сочтён погибшим.
- 19 мая 1966 — KC-135 «Стратотанкер» (ВВС США). Потерпел катастрофу при взлёте в плохую погоду с авиабазы Кадена, Япония. Погибли все 11 членов экипажа.
- 21 мая 1966 — A-4C «Скайхок» (номер 148473, 216-я штурмовая эскадрилья ВМС США). Сбит, подробная информация отсутствует. Пилот спасён.
- 23 мая 1966 — A-4C «Скайхок» (номер 147762, 36-я штурмовая эскадрилья ВМС США). Сбит зенитным огнём. Пилот спасён.
- 30 мая 1966 — F-105D «Тандерчиф» (сер. номер 61-0142, 333-я тактическая истребительная эскадрилья ВВС США). Сбит зенитным огнём северо-западнее Дьен-Бьен-Фу. Пилот попал в плен.
- 31 мая 1966 — C-130E «Геркулес» (сер. номер 64-0511, 61-я эскадрилья транспортировки личного состава ВВС США). Сбит во время налёта на мост Хам-Ронг (попытка уничтожить мост, используя специальную авиабомбу). Все 8 членов экипажа погибли.
- 31 мая 1966 — F-105D «Тандерчиф» (сер. номер 61-0129, 469-я тактическая истребительная эскадрилья ВВС США). Сбит зенитным огнём в районе Йен-Бай. Пилот катапультировался и погиб при невыясненных обстоятельствах.
- 31 мая 1966 — F-4C «Фантом» II (сер. номер 63-7664, 555-я тактическая истребительная эскадрилья ВВС США). Сбит зенитным огнём южнее Тханьхоа, упал в Тонкинский залив. Оба члена экипажа погибли.
- 1 июня 1966 — F-105D «Тандерчиф» (сер. номер 62-4393, 357-я тактическая истребительная эскадрилья ВВС США). Подбит зенитным огнём северо-западнее Донгхой, упал на территории Лаоса. Пилот спасён.
- 1 июня 1966 — F-4C «Фантом» II (сер. номер 63-7571, 433-я тактическая истребительная эскадрилья ВВС США). Сбит зенитным огнём северо-восточнее Ханоя. Оба члена экипажа попали в плен.
- 3 июня 1966 — F-105D «Тандерчиф» (сер. номер 58-1171, 469-я тактическая истребительная эскадрилья ВВС США). Подбит зенитным огнём, упал в Тонкинский залив. Пилот спасён.
- 8 июня 1966 — F-105D «Тандерчиф» (сер. номер 62-4273, 334-я тактическая истребительная эскадрилья ВВС США). Сбит зенитным огнём южнее Донгхой, упал в Тонкинский залив. Пилот спасён.
- 9 июня 1966 — A-1E «Скайрейдер» (сер. номер 52-133899, 602-я эскадрилья специальных операций ВВС США). Предположительно столкнулся с самолётом 52-133869 в районе Донгхой во время поисково-спасательной операции. Пилот погиб.
- 9 июня 1966 — A-1E «Скайрейдер» (сер. номер 52-133869, 602-я эскадрилья специальных операций ВВС США). Предположительно столкнулся с самолётом 52-133899 в районе Донгхой во время поисково-спасательной операции. Пилот погиб.
- 13 июня 1966 — F-4C «Фантом» II (480-я тактическая истребительная эскадрилья ВВС США). Сбит зенитным огнём. Оба члена экипажа попали в плен.
- 13—14 июня 1966 (ночь) — RA-3B «Скайуорриор» (номер 144842, 61-я эскадрилья фоторазведки ВМС США). Сбит зенитным огнём над провинцией Хатинь. Все 3 члена экипажа погибли.
- 15 июня 1966 — A-4E «Скайхок» (номер 152063, 55-я штурмовая эскадрилья ВМС США). Сбит зенитным огнём. Пилот попал в плен.
- 17 июня 1966 — A-4C «Скайхок» (номер 149528, 216-я штурмовая эскадрилья ВМС США). Сбит зенитным огнём в районе Винь. Пилот попал в плен.
- 20 июня 1966 — EA-1F «Скайрейдер» (ВМС США). Упал в Тонкинский залив после взлёта с авианосца. Погиб 1 член экипажа.
- 20 июня 1966 — A-1H «Скайрейдер» (ВМС США). Упал в Тонкинский залив, очевидно, по небоевой причине. Пилот погиб.
- 21 июня 1966 — F-8E «Крусейдер» (номер 149152, 211-я истребительная эскадрилья ВМС США). Подбит зенитным огнём и добит истребителем МиГ-17 в районе Кеп. Пилот попал в плен.
- 21 июня 1966 — RF-8 «Крусейдер» (63-я эскадрилья фоторазведки ВМС США). Сбит в районе Кеп. Пилот попал в плен.
- 21 июня 1966 — F-105D «Тандерчиф» (сер. номер 62-4358, ВВС США). Сбит зенитным огнём в районе Кеп. Пилот погиб.
- 23 июня 1966 — F-4B «Фантом» II (номер 152324, 151-я истребительная эскадрилья ВМС США). Упал в Тонкинский залив во время ночной посадки на авианосец. Оба члена экипажа погибли.
- 25 июня 1966 — A-6A «Интрудер» (номер 151816, 65-я штурмовая эскадрилья ВМС США). Сбит зенитным огнём в районе Винь и упал в Тонкинский залив. Оба члена экипажа катапультировались, один из них спасён, второй погиб.
- 25 июня 1966 — A-4C «Скайхок» (номер 149567, 146-я штурмовая эскадрилья ВМС США). Сбит зенитным огнём во время поисково-спасательной операции в районе Винь. Пилот спасён.
- 27 июня 1966 — A-4E «Скайхок» (номер 152073, 155-я штурмовая эскадрилья ВМС США). Потерян по неизвестной причине во время атаки надводной цели. Пилот погиб.
- 29 июня 1966 — F-105D «Тандерчиф» (сер. номер 60-0460, ВВС США). Сбит зенитным огнём в районе Ханоя. Пилот попал в плен.
- 30 июня 1966 — F-105D «Тандерчиф» (сер. номер 62-4224, ВВС США). Подбит зенитным огнём севернее Ханоя и упал на территории Лаоса. Пилот спасён.

## Общая статистика
По состоянию на 21 марта 2025 года в списке перечислены следующие потери:
| Самолёты            | #  |
| A-1                 | 4  |
| A-3                 | 1  |
| A-4                 | 7  |
| A-6                 | 1  |
| C-130               | 1  |
| F-4                 | 5  |
| F-8                 | 3  |
| F-105               | 15 |
| KC-135              | 1  |
| Итого: 38 самолётов |    |

Эти данные не являются полными и могут меняться по мере дополнения списка.